# Era (rivière)
Pour les articles homonymes, voir Era.
L'Era est une rivière italienne de la Toscane de la province de Pise, longue de 54 km, qui prend sa source près de Volterra par deux torrents : l'Era Viva et l'Era Morta, et qui rejoint l'Arno à Pontedera, ayant parcouru le Valdera.
Ses affluents gauches sont la Cascina, les torrents Ragone et Sterza ; ses affluents droits, les torrents Capriggine et Roglio.
Pendant le XVIe siècle, ses méandres furent corrigés et sa confluence avec l'Arno aboutissait initialement  à l'ouest de l'actuelle ville de Cascina jusqu'en 1179. Le plan d'assainissement de la région de la commune de Pise dévia son cours en le faisant confluer près de Ponsacco.
L'Era inonda la ville de Pontedera le 4 novembre 1966.

## Sources
- (it) Cet article est partiellement ou en totalité issu de l’article de Wikipédia en italien intitulé « Era (fiume) » (voir la liste des auteurs).